# آغیل آتی خادم
آغیل آته خادم (به انگلیسی: Aghil Ati Khadim) روستایی کوچک در جلگه بهادر از توابع استان غزنی افغانستان است. 

## همچنین ببینید
- ولایت غزنی
- جلگه بهادر